# Stazione di Potenza Università
Stazione di Potenza Università vasútállomás Olaszországban, Potenza település egyetemének közelében.

## Vasútvonalak
Az állomást az alábbi vasútvonalak érintik:
- Foggia-Potenza-vasútvonal

## Kapcsolódó állomások
A vasútállomáshoz az alábbi állomások vannak a legközelebb:
- Stazione di Potenza Centrale
- Stazione di Potenza Superiore